# Église de la Nativité-de-la-Très-Sainte-Vierge de Campénéac
L'église de la Nativité-de-la-Très-Sainte-Vierge ou  
église Notre-Dame est l'église paroissiale de Campénéac dans le département du Morbihan. 

## Histoire
L'église actuelle a été reconstruite de 1851 à 1860 à l'emplacement de l'ancienne église. Le porche occidental, les piliers et les arcs de l'église primitive, ainsi que quelques pierres sculptées furent réutilisées.

## Protection
L'église Notre-Dame de Campénéac a fait l'objet d'une étude de l'inventaire général du patrimoine culturel en 1987, sous la référence IA00010311. Elle n'est pas protégée au titre des monuments historiques. 

## Description
L'église comporte trois travées, séparées par des poteaux cylindriques en granite.

## Mobilier

### Chaire à prêcher
La chaire en chêne de la seconde moitié du XIXe siècle est haute de 7 mètres. La cuve de la chaire a la particularité d'être supportée par un démon agenouillé,. Elle est dominée par une statue de l'archange Michel terrassant le dragon. L'abat-voix supporte quatre anges symbolisant les quatre évangélistes. Autre particularité, l'accès à la chaire est réalisé par un escalier double.

### Exposition de la Sainte Face
L'église possède une exposition de la Sainte Face datant de la seconde moitié du XIXe siècle. Haute de 2,60 mètres, elle est en bois tourné, taillé, polychrome. La Sainte Face et exposée au centre, elle est entourée par les instruments de la Passion. En haut, la couronne d'épine, à droite les tenailles et le marteau, en bas les clous et à gauche le fouet.

## Galerie

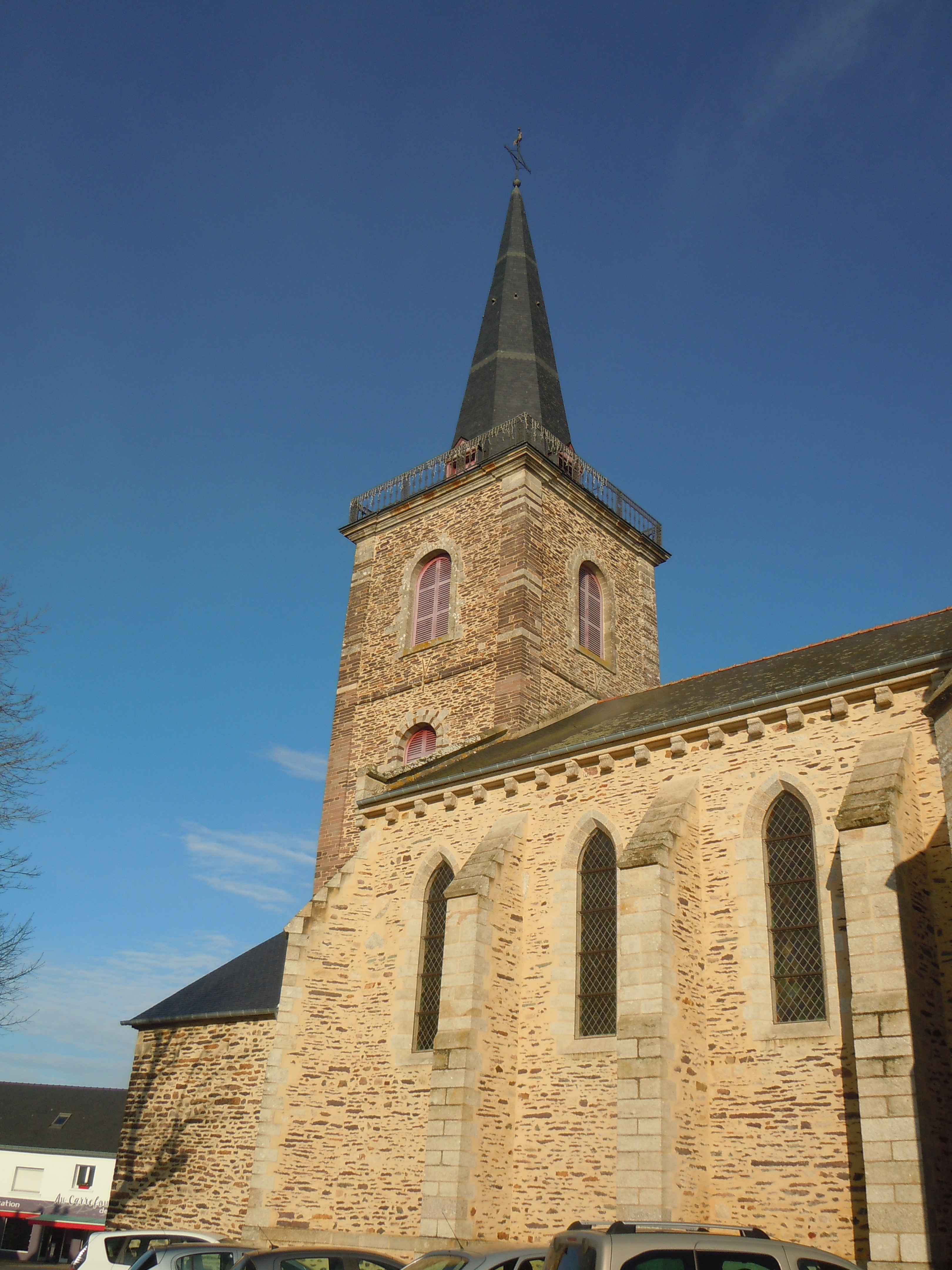
Clocher de l'église.
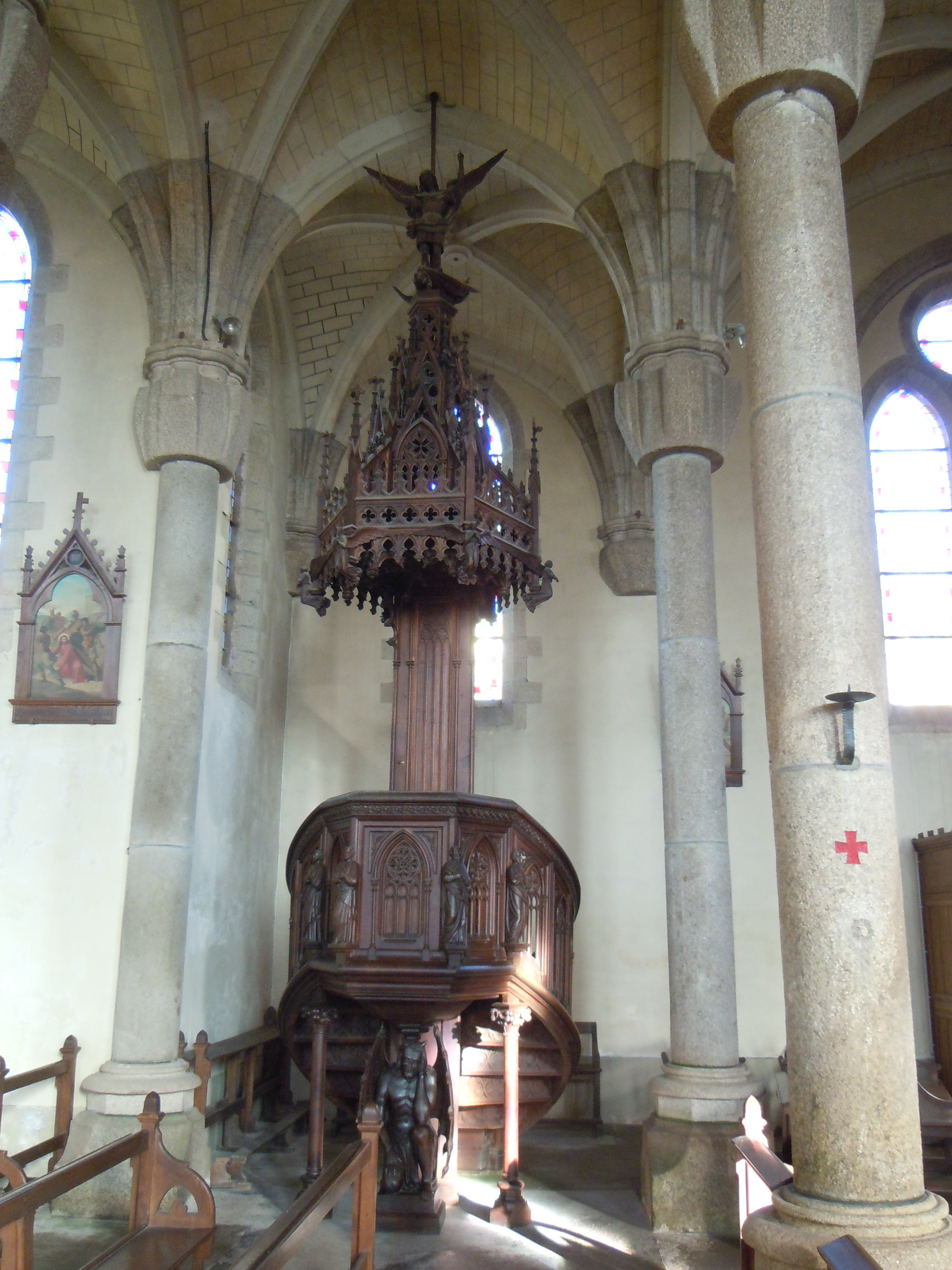
Vue de la chaire à prêcher.
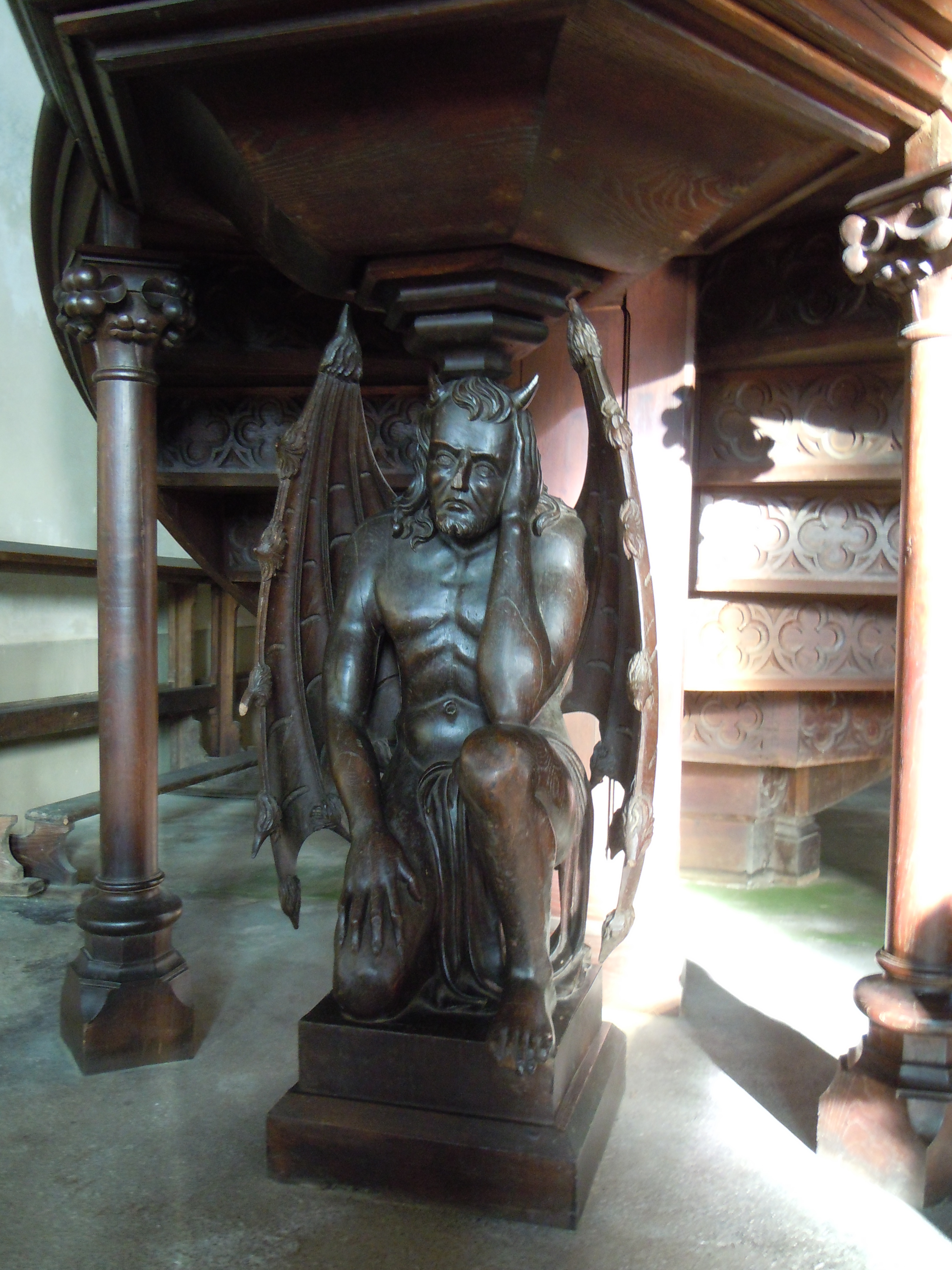
Démon supportant la cuve de la chaire.
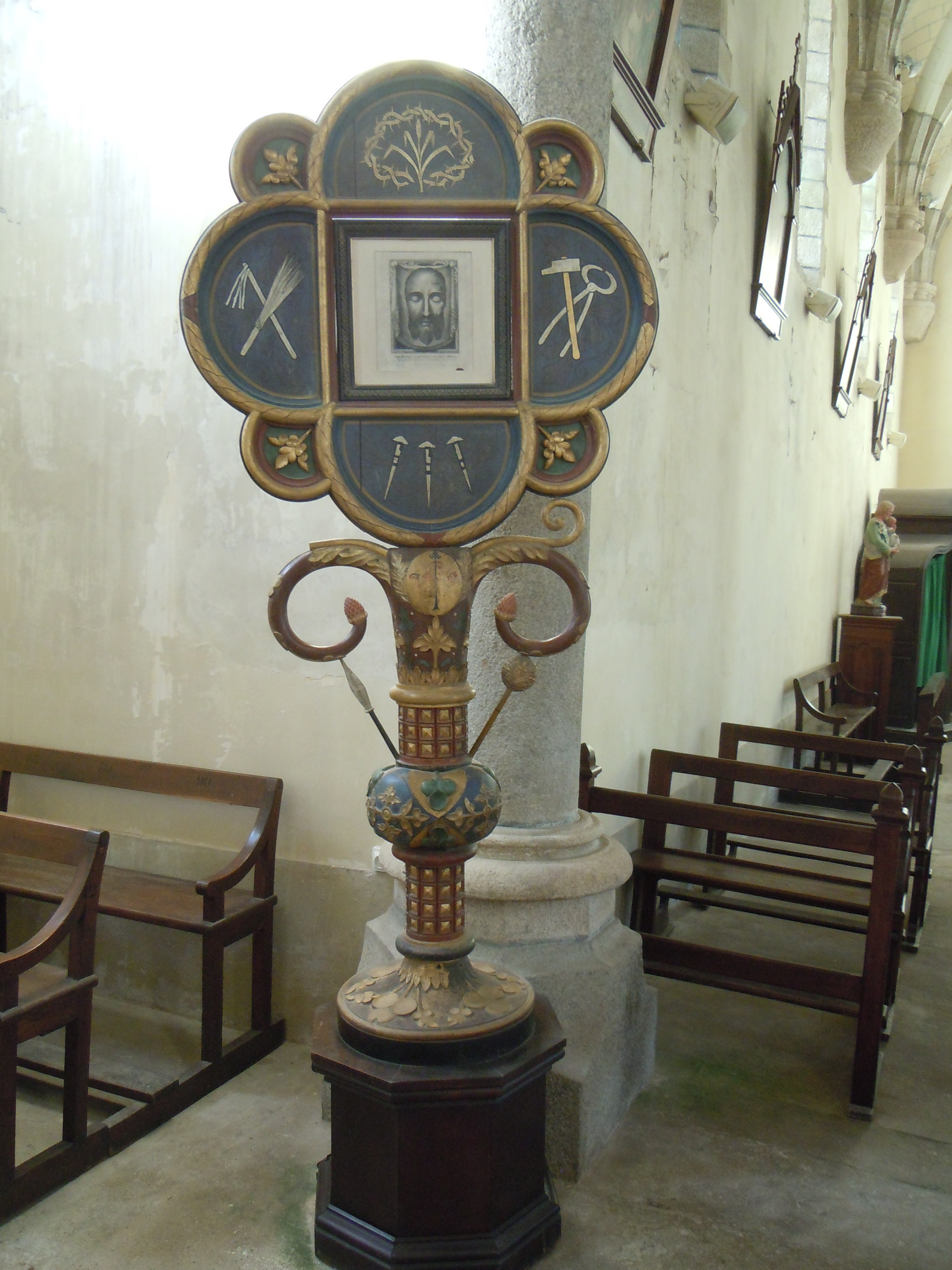
Exposition de la Sainte Face.
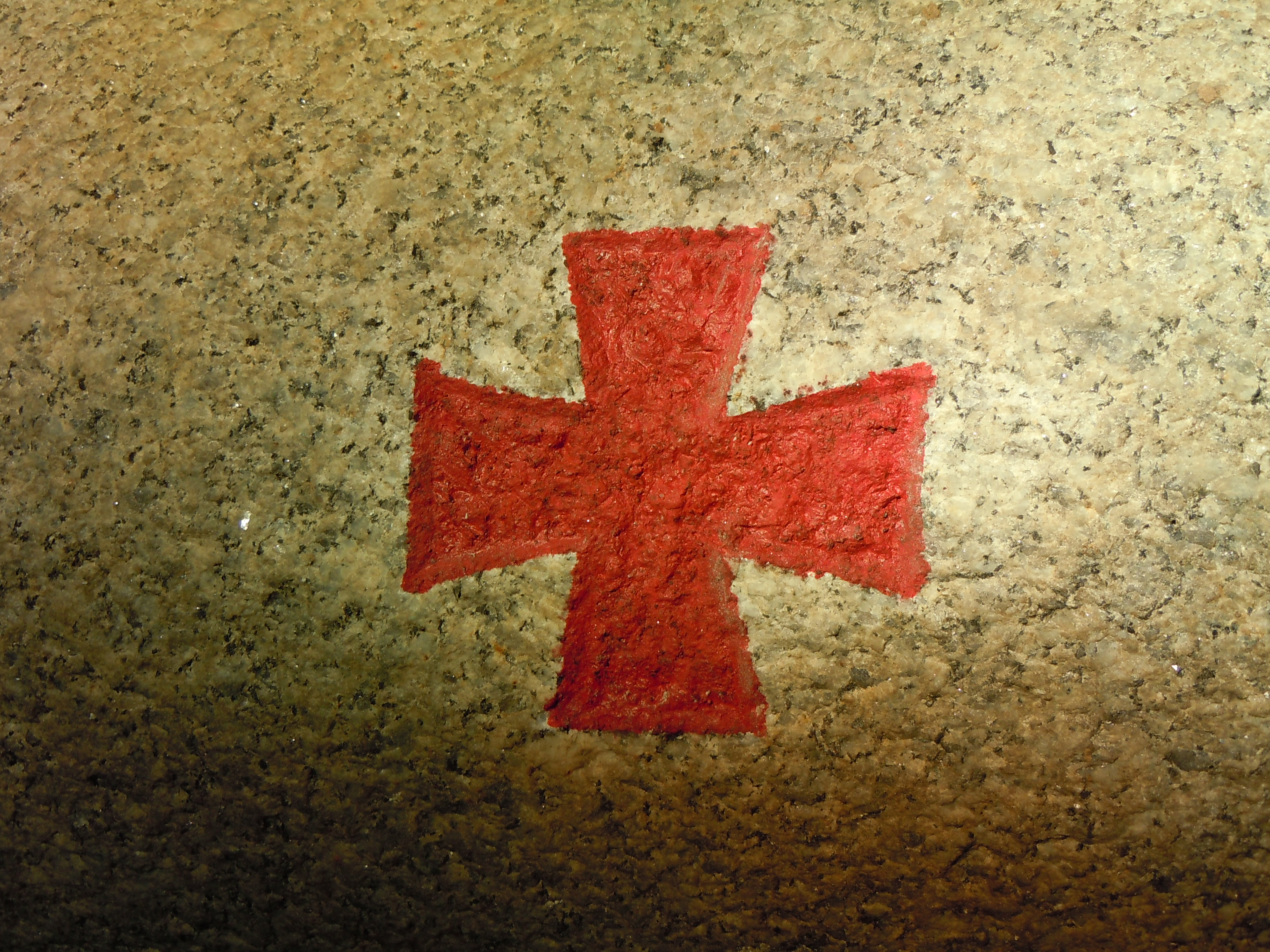
Croix sur un pilier, marquant la consécration de l'église.